# Sainte-Enimie
Sainte-Enimie (okzitanisch Santa Enimia) ist eine Ortschaft und eine Commune déléguée in der französischen Gemeinde Gorges du Tarn Causses mit 500 Einwohnern (Stand 1. Januar 2022) im Département Lozère in der Region Okzitanien. 
Das Dorf ist als eines der plus beaux villages de France (schönste Dörfer Frankreichs) klassifiziert und ist ein zentraler Ort für den Kanusport und Tourismus in der Region.
Die Gemeinde Sainte-Enimie wurde am 1. Januar 2017 mit Quézac und Montbrun zur neuen Gemeinde Gorges du Tarn Causses zusammengeschlossen. Sie gehörte zum Arrondissement Florac und war Hauptort des gleichnamigen Kantons.

## Geografie
Das malerische Dorf liegt in den Gorges du Tarn Causses (Schluchten).

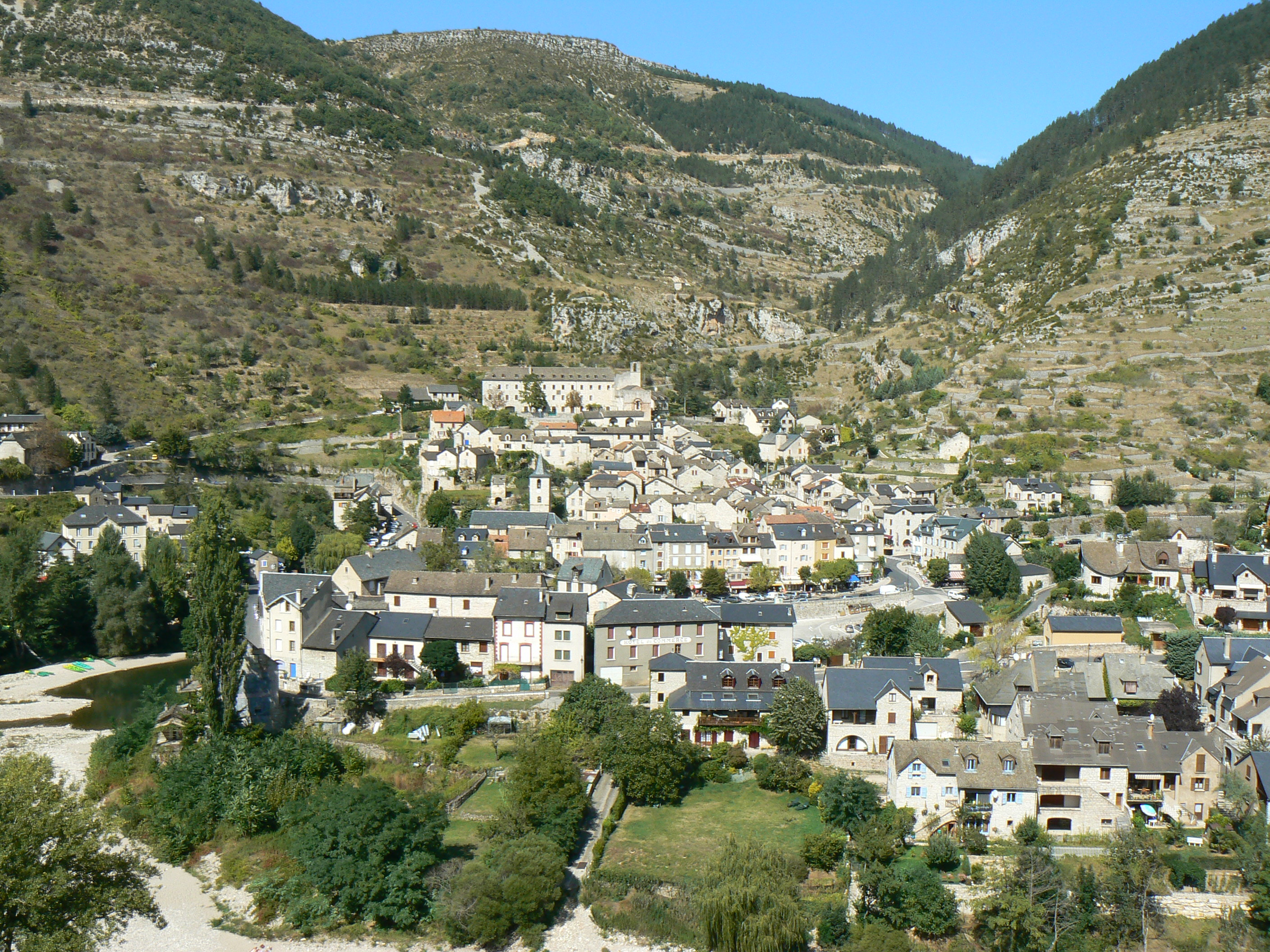
Gesamtansicht von Sainte-Enimie
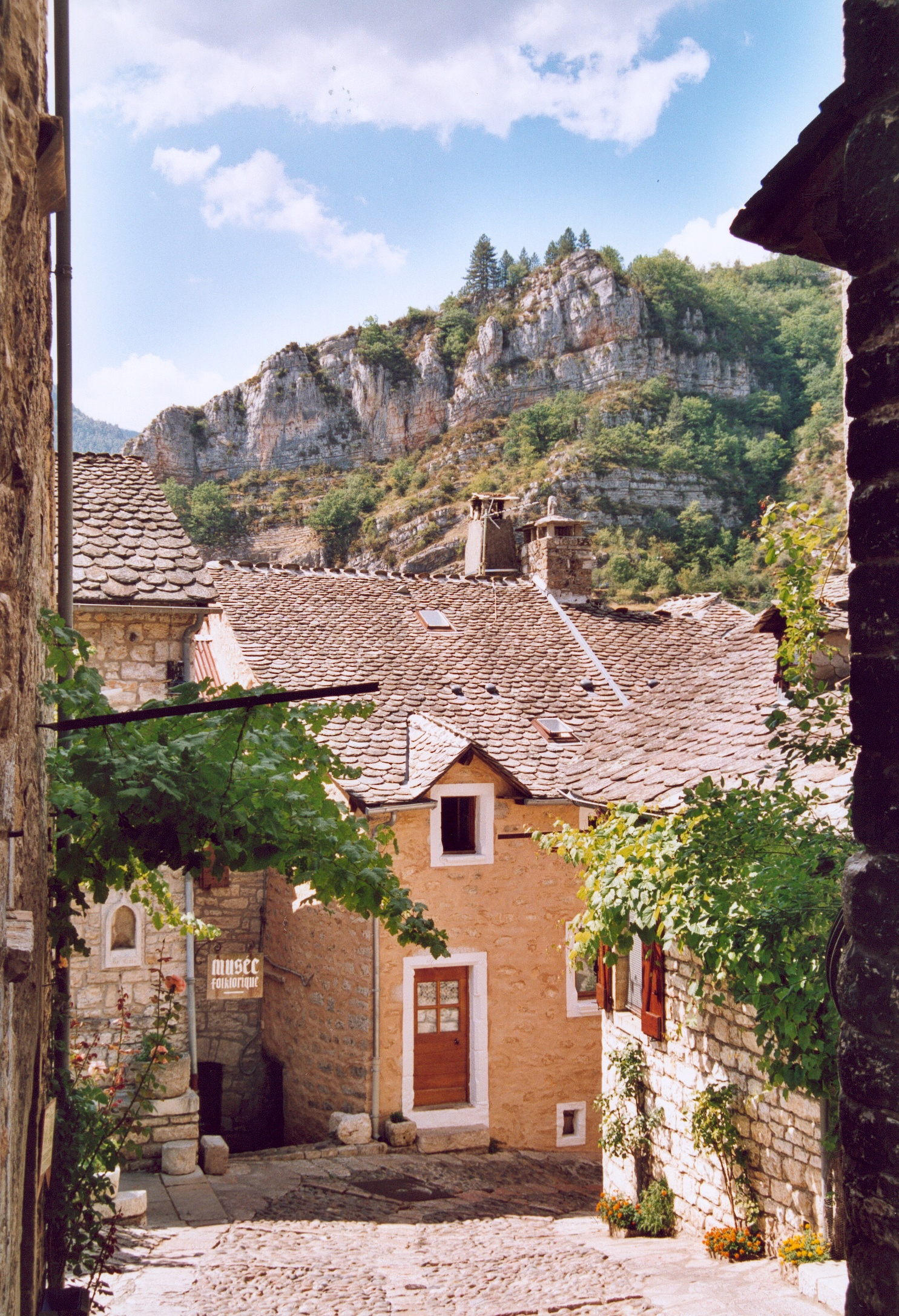
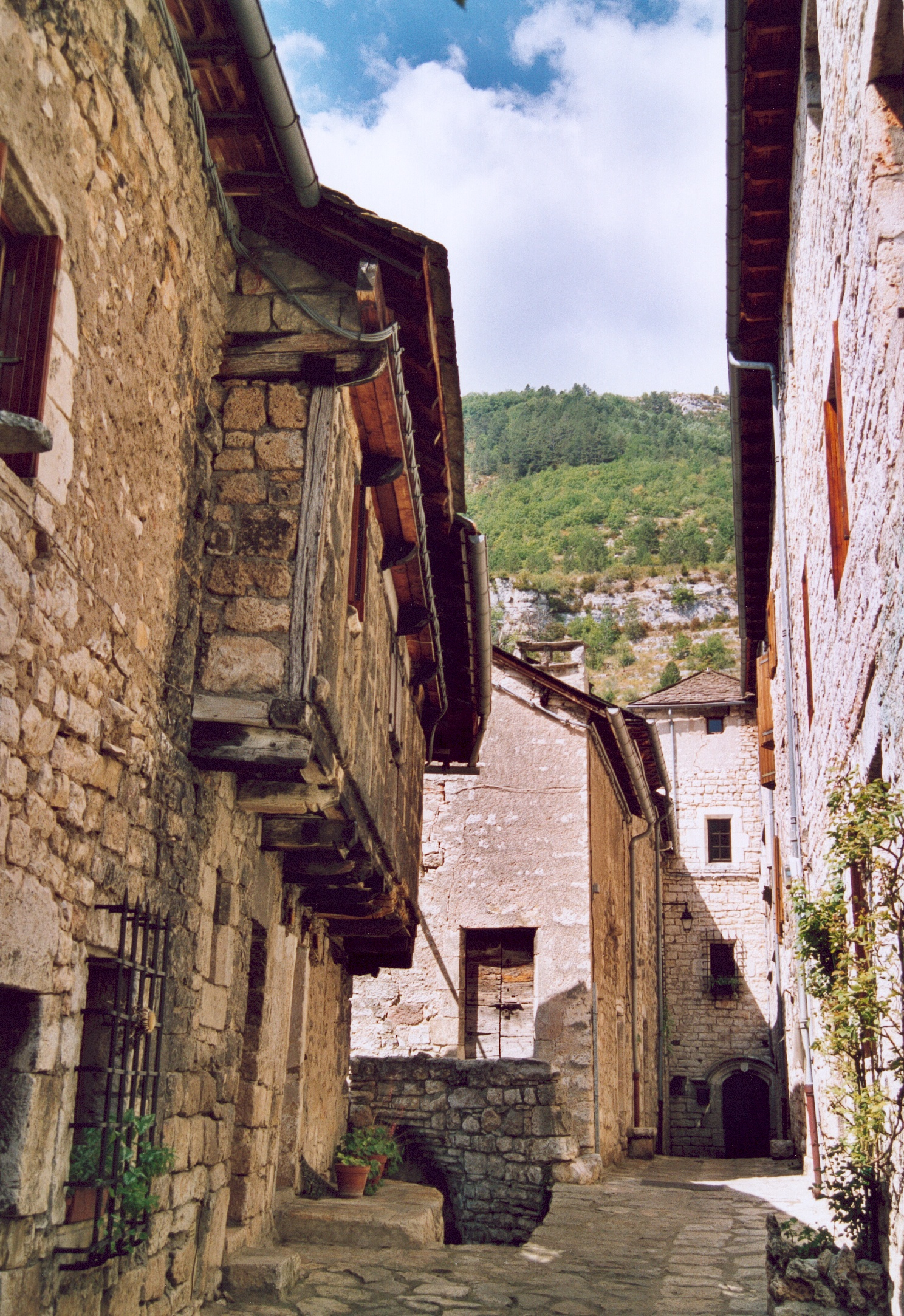
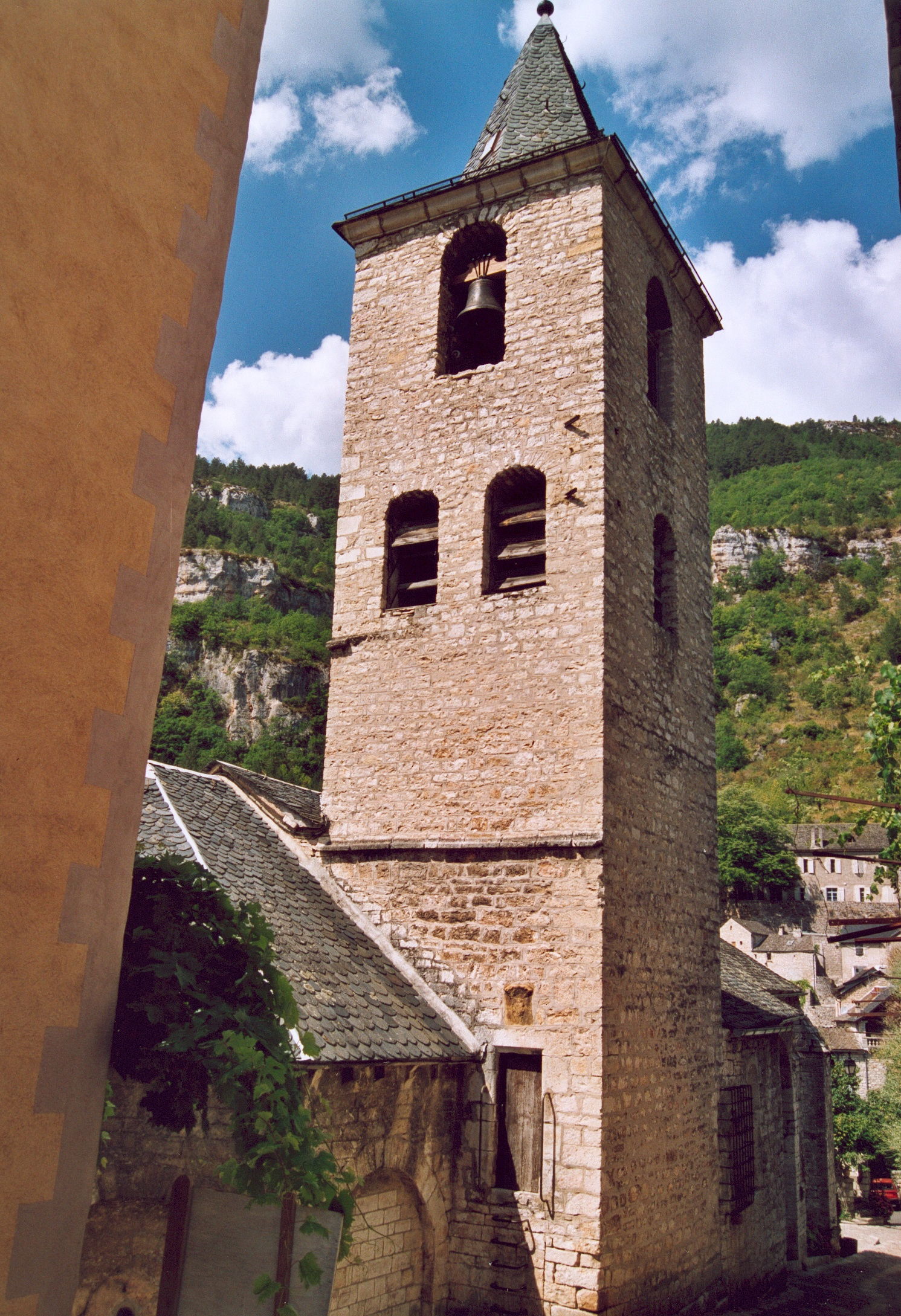
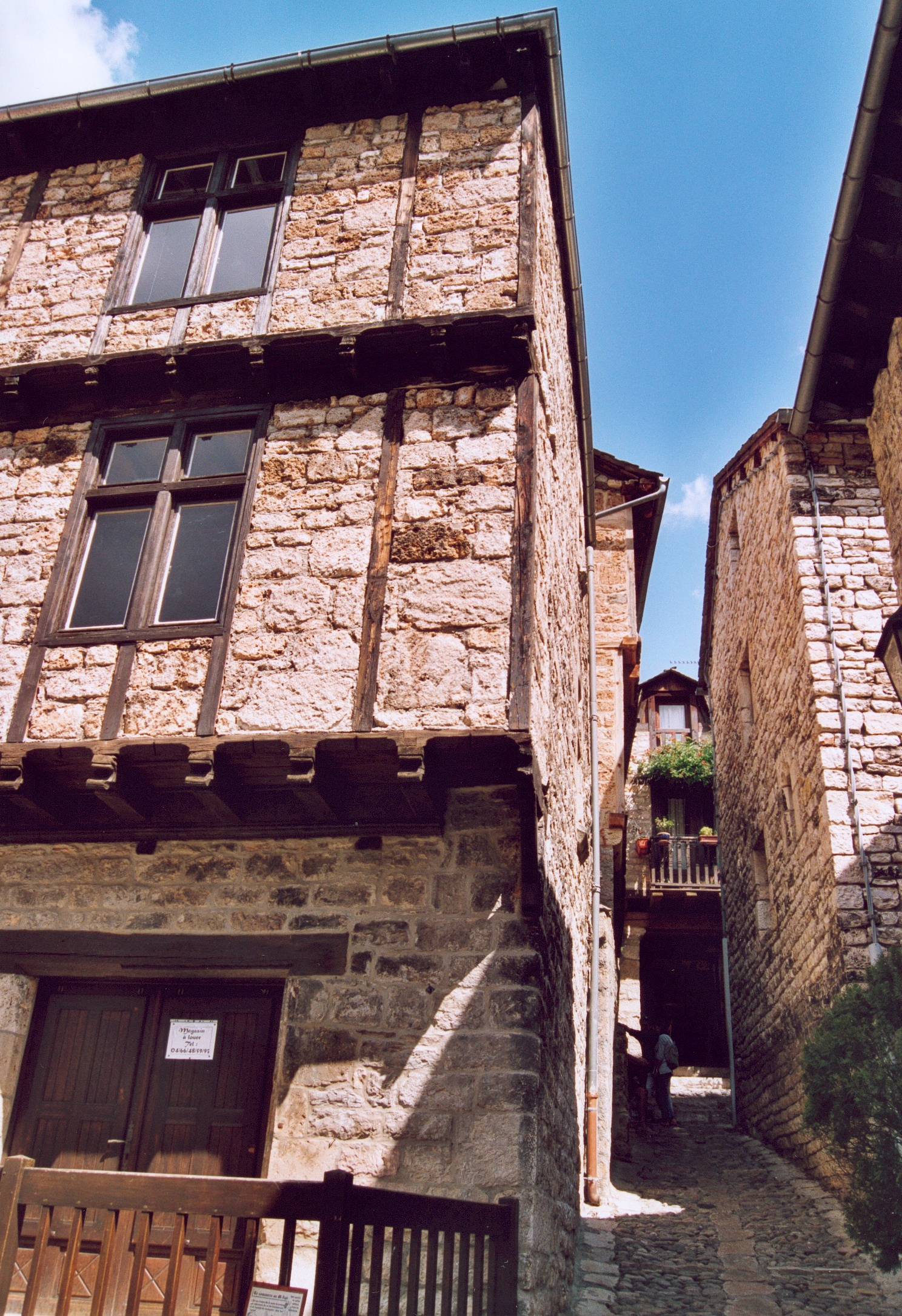
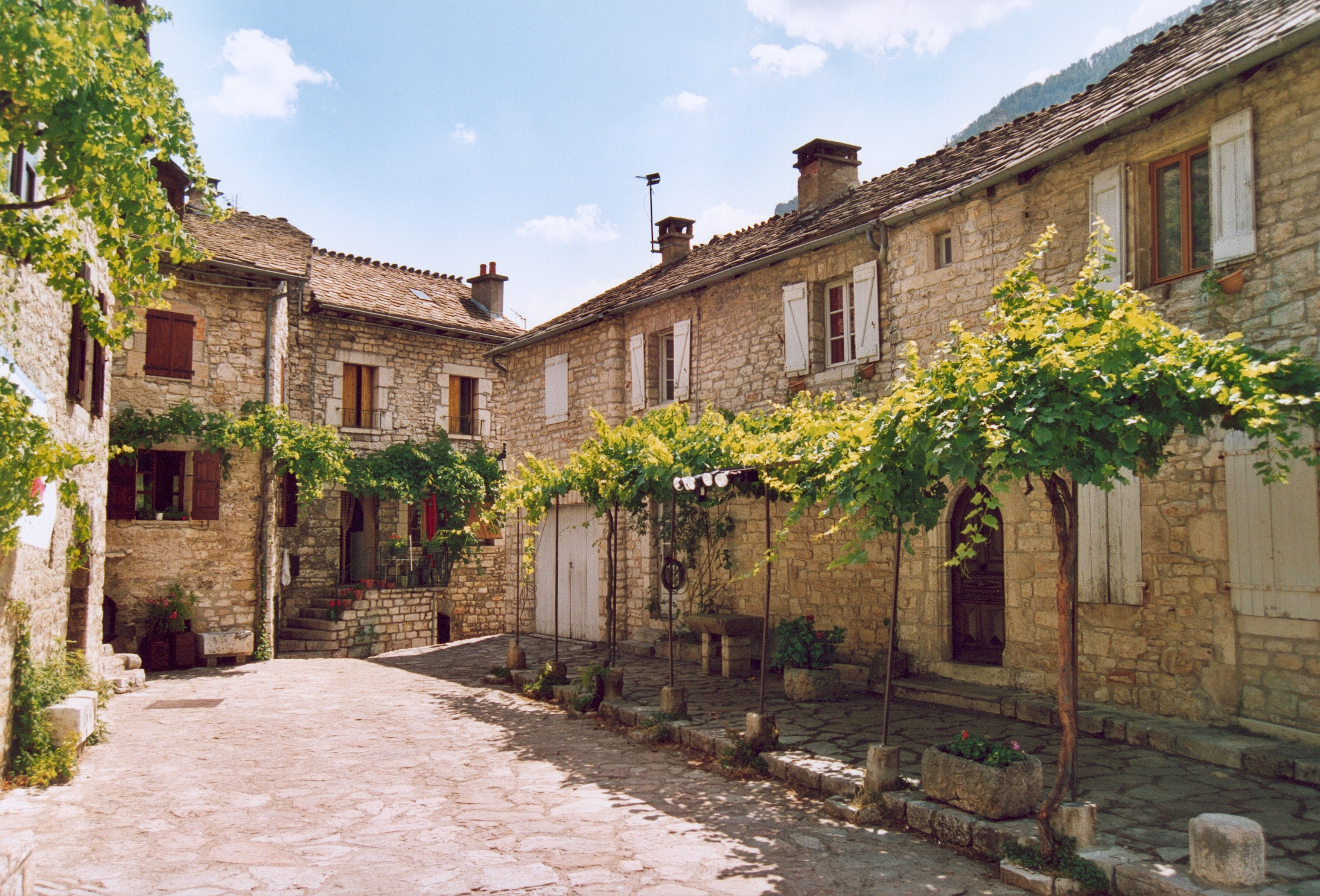
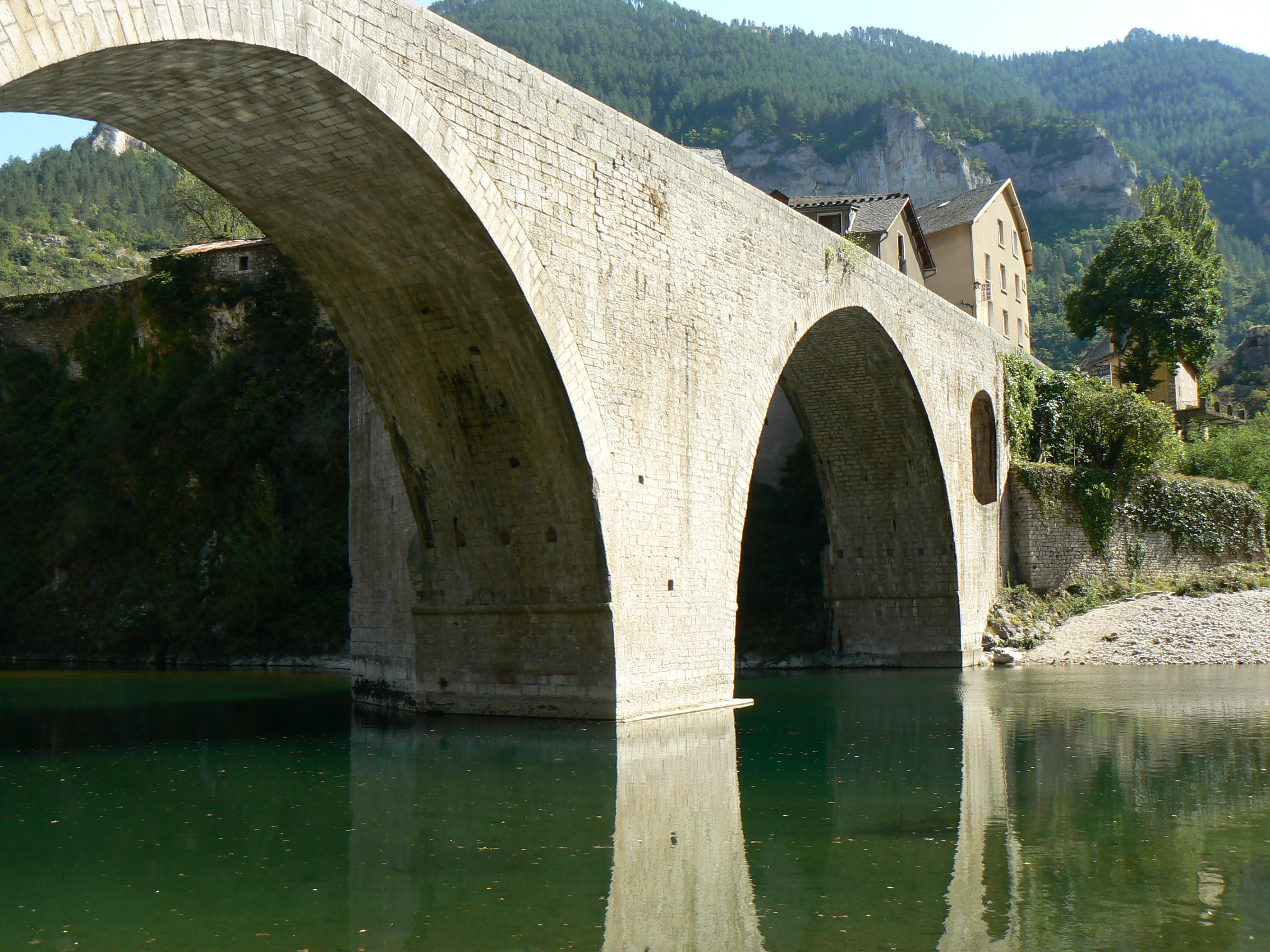
Brücke über den Fluss Tarn in Sainte-Enimie
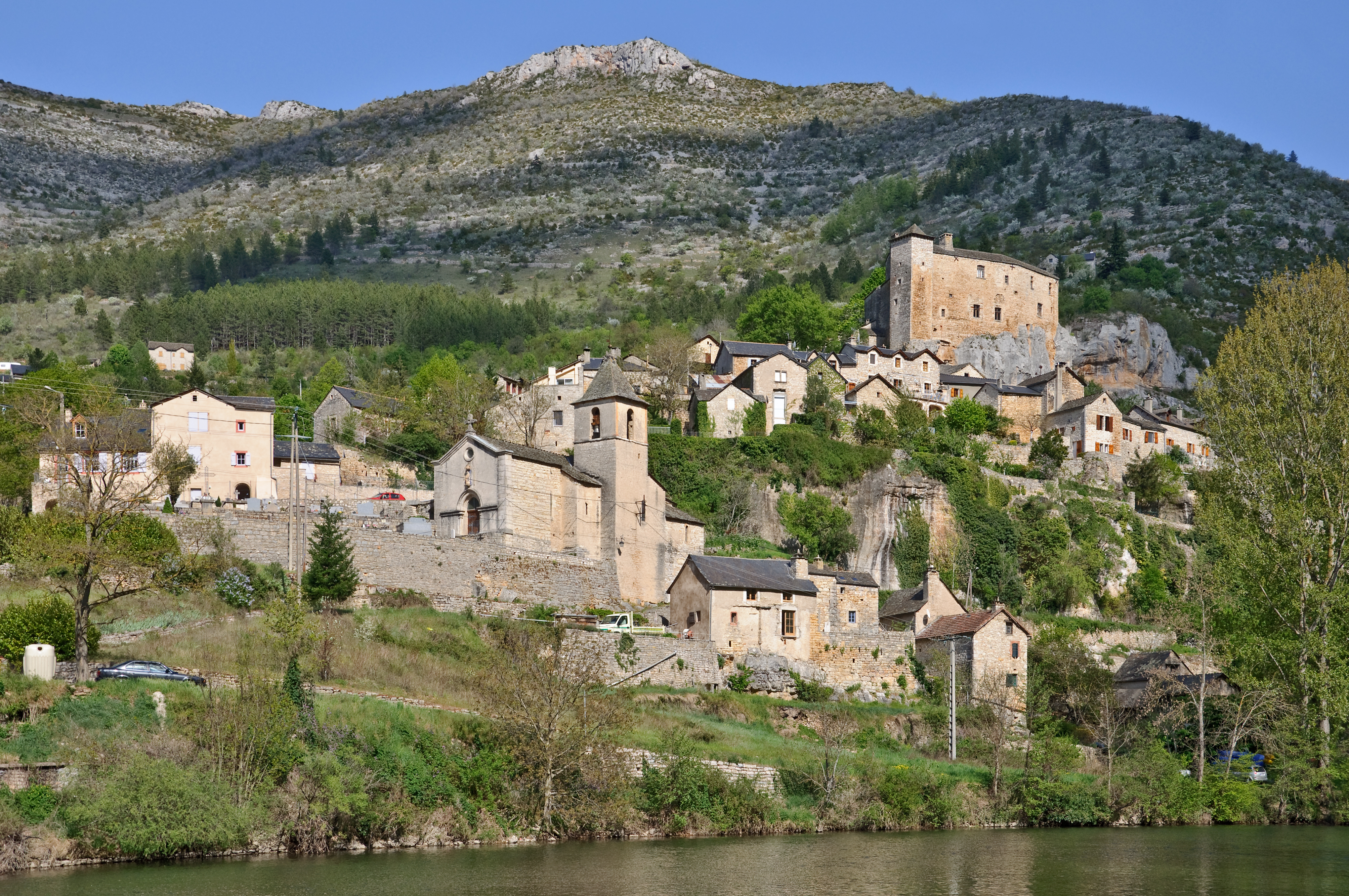
Prades im Gemeinde Sainte-Enimie

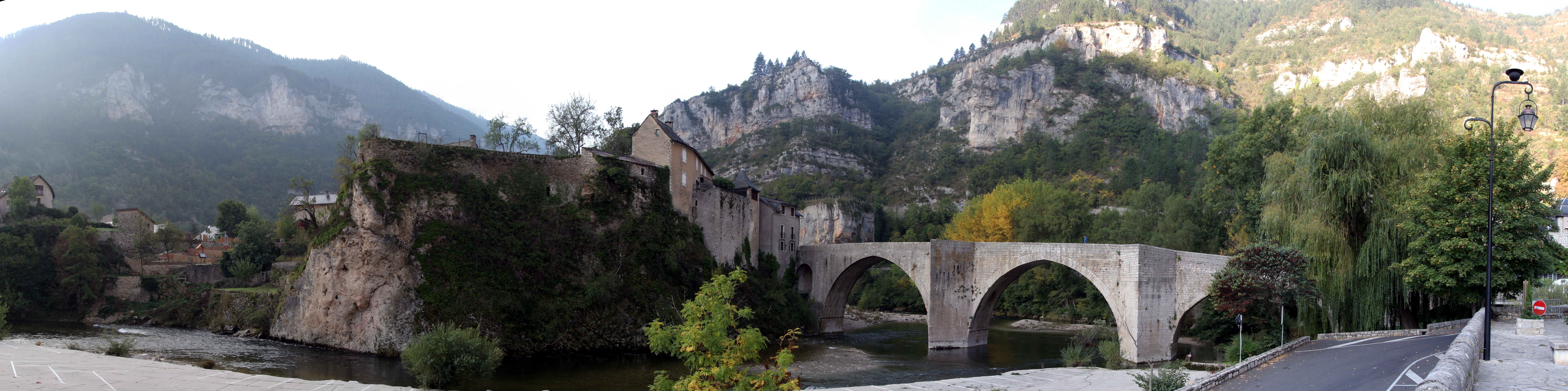
Panorama von Sainte-Enimie mit der Brücke über den Tarn